# HMAS St. Francis
HMAS „St. Francis” (FY26) – okręt pomocniczy należący do Royal Australian Navy w okresie II wojny światowej.

## Historia
Zbudowany w 1914 lugier „St. Francis” należał do misji chrześcijańskiej, pływał pomiędzy Darwin a Bathurst Island i Port Keats. Statek liczył 15 metrów długości; oprócz żagli wyposażony był także w 18-konny silnik.
W czasie pierwszej podróży w 1914 statek został porwany przez bardzo silny wiatr i zepchnięty 400 mil na otwarty ocean. Jednostkę odnalazł HMAS „Sydney”.
Po wybuchu II wojny światowej „St. Francis” został zarekwirowany przez RAN w 1942 i wszedł do służby już jako HMAS „St. Francis” (FY26) 21 marca 1943. Okręt był uzbrojony w pojedynczy karabin maszynowy Vickers kalibru 7,7 mm. Dowódcą okrętu pozostał jego przedwojenny skipper, zakonnik Andrew Smith, który otrzymał tymczasowy stopień kapitana marynarki w Royal Australian Naval Volunteer Reserve. Nowozelandczyk Smith przed wojną służył w RAN w stopniu starszego bosmana. Załogę okrętu stanowiło również czterech tubylców z Tiwi.
W czasie wojny „St. Francis” dowoził zaopatrzenie i pocztę do licznych punktów obserwacyjnych (cost watching stations) położonych na północnym wybrzeżu Australii i okolicznych wyspach.
17 stycznia 1942 w okolicach Wyspy Melville’a „St. Francis” napotkał japoński okręt podwodny, ale sam nie został przez niego zauważony. W czasie jednego z rejsów „St. Francis” uratował 11 rozbitków z filipińskiego statku „Florence D”, który został zatopiony 19 lutego 1942 przez japońskie samoloty powracające z pierwszego nalotu na Darwin.
Okręt służył do 1945.
W 2012 jedna z ulic w Darwin (Smith Court) została nazwana na cześć Andrew Smitha.